# Noors voetbalelftal in 2003
Het Noors voetbalelftal speelde in totaal veertien interlands in het jaar 2003, waaronder zeven duels in de kwalificatiereeks voor de EK-eindronde in Portugal (2004). De selectie stond onder leiding van bondscoach Nils Johan Semb. Hij stapte op na de uitschakeling in play-offs tegen Spanje, op 20 november. Op de FIFA-wereldranglijst zakte Noorwegen in 2003 van de 25ste plaats (januari 2003) naar de 42ste plaats (december 2003).

## Balans
| Wedstrijden | Wedstrijden | Wedstrijden | Wedstrijden | Doelpunten | Doelpunten | Doelpunten | Punten |
| Gespeeld    | Winst       | Gelijk      | Verlies     | Voor       | Tegen      | Saldo      | Punten |
| ----------- | ----------- | ----------- | ----------- | ---------- | ---------- | ---------- | ------ |
| 14          | 4           | 3           | 7           | 10         | 13         | –3         | 0.786  |

## Interlands
|                                                       |                     |       |                       |                                                                                    |
| 26 januari Vriendschappelijk № 665 «onderlinge duels» | VA Emiraten         | 1 – 1 | Noorwegen             | Sharjah Stadion, Sharjah Toeschouwers: 800 Scheidsrechter: Mohamed Al-Saeedi (USA) |
| 26 januari Vriendschappelijk № 665 «onderlinge duels» | Mohammed Sirour 63' |       | 72' Thorstein Helstad | Sharjah Stadion, Sharjah Toeschouwers: 800 Scheidsrechter: Mohamed Al-Saeedi (USA) |

|                                                       |                    |       |                                       |                                                                                          |
| 28 januari Vriendschappelijk № 666 «onderlinge duels» | Oman               | 1 – 2 | Noorwegen                             | Royal Oman Police Stadion, Masqat Toeschouwers: 500 Scheidsrechter: Hassan Al-Ajmi (OMA) |
| 28 januari Vriendschappelijk № 666 «onderlinge duels» | Yousuf Shaaban 50' |       | 63' Azar Karadas 82' Sigurd Rushfeldt | Royal Oman Police Stadion, Masqat Toeschouwers: 500 Scheidsrechter: Hassan Al-Ajmi (OMA) |

|                                                        |                        |       |           | |
| 12 februari Vriendschappelijk № 667 «onderlinge duels» | Griekenland            | 1 – 0 | Noorwegen | Theodoros Vardinogiannis Stadion, Heraklion Toeschouwers: 2.500 Scheidsrechter: Paulo Manuel Gomes Costa (POR) |
| 12 februari Vriendschappelijk № 667 «onderlinge duels» | Sotirios Kyrgiakos 26' |       |           | Theodoros Vardinogiannis Stadion, Heraklion Toeschouwers: 2.500 Scheidsrechter: Paulo Manuel Gomes Costa (POR) |

|                                                            |           |                                              |           |                                                                                       |
| 2 april EK-kwalificatie № 668 «onderlinge duels» 19:00 uur | Luxemburg | 0 – 2                                        | Noorwegen | Stade Josy Barthel, Luxemburg Toeschouwers: 3.000 Scheidsrechter: Ivan Dobrinov (BUL) |
| 2 april EK-kwalificatie № 668 «onderlinge duels» 19:00 uur |           | 60' Sigurd Rushfeldt 74' Ole Gunnar Solskjær |           | Stade Josy Barthel, Luxemburg Toeschouwers: 3.000 Scheidsrechter: Ivan Dobrinov (BUL) |

|                                                     |                 |       |           |                                                                                |
| 30 april Vriendschappelijk № 669 «onderlinge duels» | Ierland         | 1 – 0 | Noorwegen | Lansdowne Road, Dublin Toeschouwers: 32.643 Scheidsrechter: Mike McCurry (SCO) |
| 30 april Vriendschappelijk № 669 «onderlinge duels» | Damien Duff 17' |       |           | Lansdowne Road, Dublin Toeschouwers: 32.643 Scheidsrechter: Mike McCurry (SCO) |

|                                                             |                                           |       |         |                                                                               |
| 22 mei Vriendschappelijk № 670 «onderlinge duels» 19:00 uur | Noorwegen                                 | 2 – 0 | Finland | Ullevaal Stadion, Oslo Toeschouwers: 13.436 Scheidsrechter: Kenny Clark (SCO) |
| 22 mei Vriendschappelijk № 670 «onderlinge duels» 19:00 uur | Øyvind Leonhardsen 22' Tore André Flo 80' |       |         | Ullevaal Stadion, Oslo Toeschouwers: 13.436 Scheidsrechter: Kenny Clark (SCO) |

|                                                 |                    |       |           |                                                                           |
| 7 juni EK-kwalificatie № 671 «onderlinge duels» | Denemarken         | 1 – 0 | Noorwegen | Parken, Kopenhagen Toeschouwers: 41.824 Scheidsrechter: Graham Poll (ENG) |
| 7 juni EK-kwalificatie № 671 «onderlinge duels» | Jesper Grønkjær 5' |       |           | Parken, Kopenhagen Toeschouwers: 41.824 Scheidsrechter: Graham Poll (ENG) |

|                                                  |                                |       |                 |                                                                                |
| 11 juni EK-kwalificatie № 672 «onderlinge duels» | Noorwegen                      | 1 – 1 | Roemenië        | Ullevaal Stadion, Oslo Toeschouwers: 24.890 Scheidsrechter: Ľuboš Micheľ (SVK) |
| 11 juni EK-kwalificatie № 672 «onderlinge duels» | Ole Gunnar Solskjær 78' (pen.) |       | 64' Ionel Ganea | Ullevaal Stadion, Oslo Toeschouwers: 24.890 Scheidsrechter: Ľuboš Micheľ (SVK) |

|                                                        |           |       |           |                                                                                 |
| 20 augustus Vriendschappelijk № 673 «onderlinge duels» | Noorwegen | 0 – 0 | Schotland | Ullevaal Stadion, Oslo Toeschouwers: 12.758 Scheidsrechter: Mikko Vuorela (FIN) |
| 20 augustus Vriendschappelijk № 673 «onderlinge duels» |           |       |           | Ullevaal Stadion, Oslo Toeschouwers: 12.758 Scheidsrechter: Mikko Vuorela (FIN) |

|                                                      |                       |       |           |                                                                              |
| 6 september EK-kwalificatie № 674 «onderlinge duels» | Bosnië en Herz.       | 1 – 0 | Noorwegen | Bilino Polje, Zenica Toeschouwers: 18.000 Scheidsrechter: Stéphane Bre (FRA) |
| 6 september EK-kwalificatie № 674 «onderlinge duels» | Zlatan Bajramović 86' |       |           | Bilino Polje, Zenica Toeschouwers: 18.000 Scheidsrechter: Stéphane Bre (FRA) |

|                                                         |           |                  |          |                                                                                 |
| 10 september Vriendschappelijk № 675 «onderlinge duels» | Noorwegen | 0 – 1            | Portugal | Ullevaal Stadion, Oslo Toeschouwers: 11.014 Scheidsrechter: Steve Bennett (ENG) |
| 10 september Vriendschappelijk № 675 «onderlinge duels» |           | 9' Pedro Pauleta |          | Ullevaal Stadion, Oslo Toeschouwers: 11.014 Scheidsrechter: Steve Bennett (ENG) |

|                                                               |                    |       |           |                                                                               |
| 11 oktober EK-kwalificatie № 676 «onderlinge duels» 17:00 uur | Noorwegen          | 1 – 0 | Luxemburg | Ullevaal Stadion, Oslo Toeschouwers: 22.255 Scheidsrechter: Zsolt Szabó (HUN) |
| 11 oktober EK-kwalificatie № 676 «onderlinge duels» 17:00 uur | Tore André Flo 18' |       |           | Ullevaal Stadion, Oslo Toeschouwers: 22.255 Scheidsrechter: Zsolt Szabó (HUN) |

|                                                                |                                           |       |                     |                                                                                      |
| 15 november EK-kwalificatie Play-offs № 677 «onderlinge duels» | Spanje                                    | 2 – 1 | Noorwegen           | Estadio de Mestalla, Valencia Toeschouwers: 50.000 Scheidsrechter: Graham Poll (ENG) |
| 15 november EK-kwalificatie Play-offs № 677 «onderlinge duels» | Raúl González 21' Henning Berg 85' (e.d.) |       | 14' Steffen Iversen | Estadio de Mestalla, Valencia Toeschouwers: 50.000 Scheidsrechter: Graham Poll (ENG) |

|                                                                |           |                                                               |        |                                                                                     |
| 19 november EK-kwalificatie Play-offs № 678 «onderlinge duels» | Noorwegen | 0 – 3                                                         | Spanje | Ullevaal Stadion, Oslo Toeschouwers: 25.106 Scheidsrechter: Pierluigi Collina (ITA) |
| 19 november EK-kwalificatie Play-offs № 678 «onderlinge duels» |           | 34' Raúl González 49' Vicente Rodríguez 57' Joseba Etxeberria |        | Ullevaal Stadion, Oslo Toeschouwers: 25.106 Scheidsrechter: Pierluigi Collina (ITA) |

## FIFA-wereldranglijst
| JAN | FEB | MAR | APR | MEI | JUN | JUL | AUG | SEP | OKT | NOV | DEC |
| --- | --- | --- | --- | --- | --- | --- | --- | --- | --- | --- | --- |
| 25  | 25  | 26  | 23  | 24  | 23  | 23  | 22  | 25  | 37  | 39  | 42  |

## Statistieken
| Espen Johnsen        | 1979-12-20 | Rosenborg BK      | 6  | 1 | 0 | 7  | 0  |
| Frode Olsen          | 1967-10-12 | Viking Stavanger  | 6  | 1 | 0 | 26 | 0  |
| Erik Holtan          | 1969-04-20 | Odd Grenland      | 2  | 1 | 0 | 4  | 0  |
| Verdediging          |            |                   |    |   |   |    |    |
| Christer Basma       | 1972-08-01 | Rosenborg BK      | 14 | 0 | 0 |    |    |
| John Arne Riise      | 1980-09-24 | Liverpool         | 11 | 0 | 0 | 31 | 3  |
| Trond Andersen       | 1975-01-06 | Aalborg BK        | 9  | 2 | 0 | 34 | 0  |
| Ronny Johnsen        | 1969-06-10 | Aston Villa       | 8  | 1 | 0 |    |    |
| Claus Lundekvam      | 1973-02-22 | Southampton FC    | 8  | 1 | 0 |    |    |
| Brede Hangeland      | 1981-06-20 | Viking Stavanger  | 6  | 1 | 0 | 8  | 0  |
| Henning Berg         | 1969-09-01 | Glasgow Rangers   | 6  | 0 | 0 |    |    |
| André Bergdølmo      | 1971-10-13 | Borussia Dortmund | 5  | 1 | 0 |    |    |
| Pa-Modou Kah         | 1980-07-30 | AIK Solna         | 2  | 1 | 0 | 5  | 1  |
| Thomas Pereira       | 1973-06-12 | Viking Stavanger  | 2  | 0 | 0 | 6  | 0  |
| Torjus Hansén        | 1973-10-29 | Rosenborg BK      | 1  | 1 | 0 | 3  | 0  |
| Bård Borgersen       | 1972-05-20 | Aalborg BK        | 1  | 0 | 0 | 5  | 2  |
| Frode Kippe          | 1978-01-17 | Lillestrøm SK     | 1  | 0 | 0 | 1  | 0  |
| Ståle Stensaas       | 1971-07-07 | Rosenborg BK      | 1  | 0 | 0 |    |    |
| Alexander Aas        | 1978-09-14 | Odd Grenland      | 0  | 4 | 0 | 7  | 0  |
| Jan Frode Nornes     | 1973-01-08 | Odd Grenland      | 0  | 1 | 0 |    |    |
| Vidar Riseth         | 1972-04-21 | Rosenborg BK      | 0  | 1 | 0 |    |    |
| Middenveld           |            |                   |    |   |   |    |    |
| Martin Andresen      | 1977-02-02 | Blackburn Rovers  | 6  | 0 | 0 | 8  | 0  |
| Eirik Bakke          | 1977-09-13 | Leeds United      | 4  | 0 | 0 | 25 | 0  |
| Fredrik Winsnes      | 1975-12-28 | Rosenborg BK      | 3  | 2 | 0 |    |    |
| Øyvind Leonhardsen   | 1970-08-17 | Aston Villa       | 3  | 0 | 1 | 86 | 19 |
| Roar Strand          | 1970-02-02 | Rosenborg BK      | 3  | 0 | 0 |    |    |
| Jan Gunnar Solli     | 1981-04-19 | Rosenborg BK      | 2  | 3 | 0 | 5  | 0  |
| Tommy Svindal Larsen | 1973-08-11 | 1. FC Nürnberg    | 2  | 1 | 0 |    |    |
| Petter Rudi          | 1973-09-17 | Austria Wien      | 2  | 1 | 0 |    |    |
| Daniel Berg Hestad   | 1975-07-30 | sc Heerenveen     | 1  | 1 | 0 |    |    |
| Jonny Hanssen        | 1972-12-13 | Lyn Oslo          | 1  | 1 | 0 |    |    |
| Raymond Kvisvik      | 1974-11-08 | Brann Bergen      | 1  | 0 | 0 |    |    |
| Christer George      | 1979-08-11 | Córdoba CF        | 0  | 2 | 0 | 2  | 0  |
| Jo Tessem            | 1972-02-28 | Southampton FC    | 0  | 2 | 0 |    |    |
| Runar Berg           | 1970-10-07 | FK Bodø/Glimt     | 0  | 1 | 0 |    |    |
| Magne Hoseth         | 1980-10-13 | Molde FK          | 0  | 1 | 0 | 3  | 0  |
| Aanval               |            |                   |    |   |   |    |    |
| Ole Gunnar Solskjær  | 1973-02-26 | Manchester United | 7  | 0 | 2 |    |    |
| Tore André Flo       | 1973-06-15 | AC Siena          | 6  | 4 | 2 |    |    |
| Steffen Iversen      | 1976-11-10 | Wolverhampton W.  | 6  | 3 | 1 | 43 | 8  |
| John Carew           | 1979-09-05 | AS Roma           | 5  | 0 | 0 | 36 | 10 |
| Sigurd Rushfeldt     | 1972-12-11 | Austria Wien      | 4  | 2 | 2 |    |    |
| Frode Johnsen        | 1974-03-17 | Rosenborg BK      | 3  | 6 | 0 | 16 | 3  |
| Harald Brattbakk     | 1971-02-01 | Rosenborg BK      | 2  | 1 | 0 |    |    |
| Thorstein Helstad    | 1977-04-28 | Austria Wien      | 2  | 0 | 1 |    |    |
| Håvard Flo           | 1970-08-04 | Sogndal Fotball   | 1  | 5 | 0 |    |    |
| Azar Karadaş         | 1981-08-09 | Rosenborg BK      | 1  | 1 | 1 |    |    |